# Pianoconcert nr. 9 (Mozart)
Pianoconcert nr. 9 in Es majeur, KV 271, ook wel Jeunehomme-concert of (vooral in het Duitstalige veld) Jenamy genoemd, is een pianoconcert van Wolfgang Amadeus Mozart. Hij schreef het stuk in 1777 in Salzburg.
Mozart schreef het concert voor Louise Victoire Jenamy-Noverre, de dochter van zijn vriend en danser en choreograaf Jean Georges Noverre. Mozart-biografen Théodore de Wyzewa en Georges de Saint-Foix vermoedden 'Jeunehomme' als de naam van de pianiste die het werk uitvoerde, waardoor het werk in de 20e eeuw vaak als "Jeunehomme-concert" wordt aangeduid.

## Orkestratie
Het pianoconcert is geschreven voor:
- Twee hobo's
- Twee hoorns
- Pianoforte
- Strijkers

## Onderdelen
Het pianoconcert bestaat uit drie delen:
1. Allegro
2. Andantino
3. Rondo: presto